# Universidad Ricardo Palma

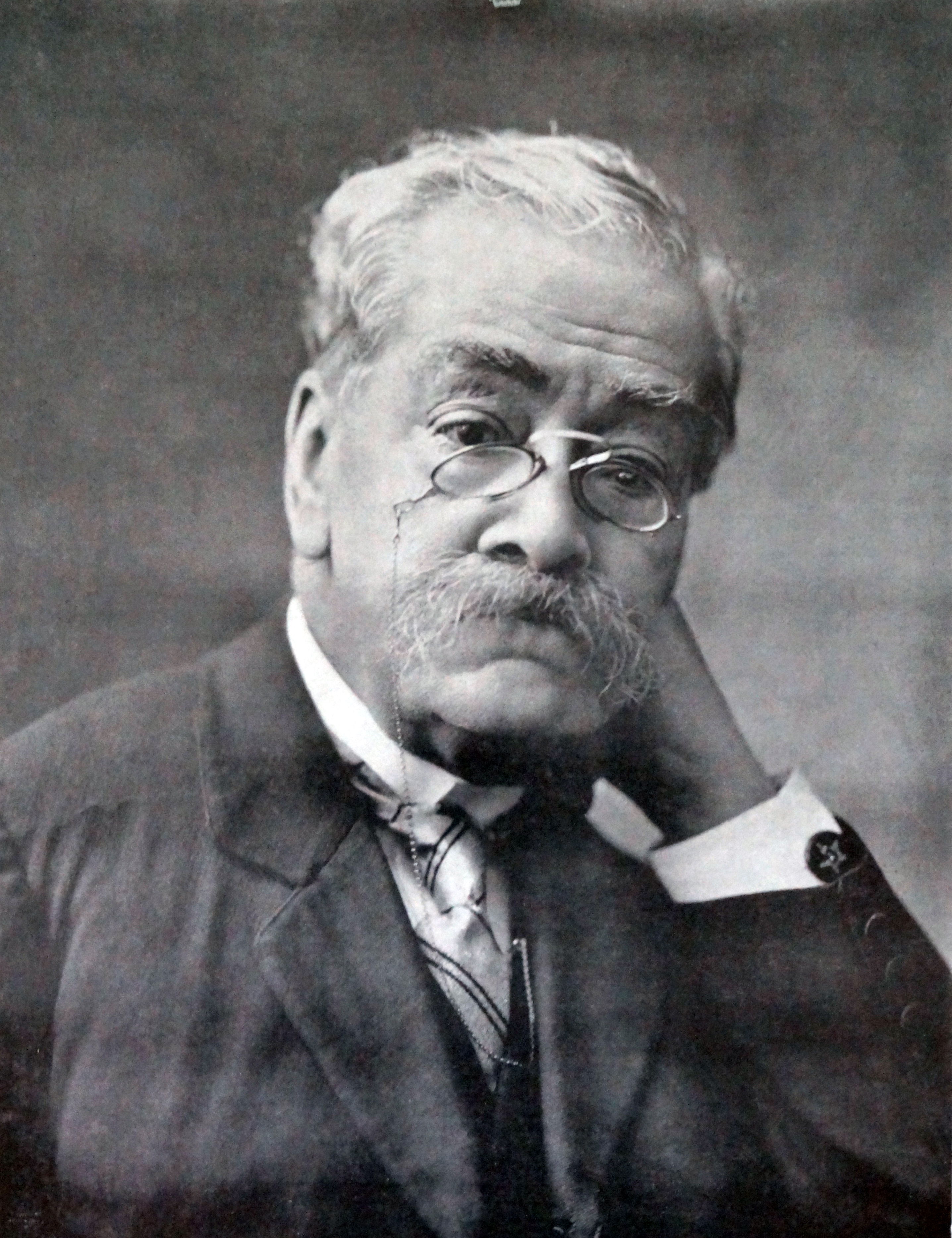
Manuel Ricardo Palma Soriano

Universidad Ricardo Palma (URP) – uniwersytet utworzony w 1969 roku w Limie (Peru),  autonomiczny od 1971 roku. URP kształci ponad 10 tys. studentów w różnych dziedzinach (np. nauki przyrodnicze, techniczne, sztuka, prawo i stosunki międzynarodowe), na kilkunastu kierunkach kształcenia. Oferuje też studia podyplomowe oraz prowadzi kształcenie na odległość i badania naukowe w wielu dziedzinach. W roku 2011 zajmował 1907. miejsce w światowym rankingu popularności uniwersytetów i 8. miejsce wśród 57. uniwersytetów peruwiańskich.

## Patron uczelni
Ricardo Palma (1833–1919) był pisarzem i bibliotekarzem peruwiańskim, który brał też udział w życiu politycznym. Za swoje liberalne poglądy został w roku 1860 wygnany z kraju. Po powrocie, w latach 1884–1912, był dyrektorem Biblioteki Narodowej w Limie (Biblioteca Nacional del Peru). Jest autorem  m.in. 12. tomów Tradiciones peruanas (Tradycje Peru), wydawanych w okresie 1872–1915, które są rodzajem kronik historyczno–obyczajowych, częściowo opartych na źródłach bibliograficznych. Ten nowy gatunek literacki nazwano tradiciones.
W grudniu 1997 roku w URP utworzono Instituto Ricardo Palma, którego celem jest upowszechnianie prac patrona uniwersytetu, dotyczących peruwiańskiej tradycji.

## Jednostki organizacyjne i kierunki studiów
URP prowadzi kształcenie na ośmiu wydziałach (poziom licencjacki, magisterski i wyższy, zobacz – zestawienie poniżej). W zakresie kursów pielęgniarstwa współpracuje ze azkołami pielęgniarstwa "Padre Luis Tezza" i "San Felipe". Poza wydziałami w uczelni działają instytuty, centra naukowe i inne jednostki organizacyjne, np.:
Instituto ConfucioW sierpniu 2007 roku w Shijiazhuang, Chunlan Jiang, rektor Hebei Normal University i Ivan Rodriguez Chavez, rektor URP, podpisali porozumienie w sprawie wymiany nauczycieli. Od 2008 roku wykładowcą języka hiszpańskiego w HNU została Cecilia Lozano, która w 2010 otrzymała chińską nagrodę "Przyjaźń Yanzhao 2010", przyznawaną zasłużonym ekspertom zagranicznym, pracującym w Chinach. Z jej inicjatywy utworzono w URP Instytut Konfucjusza, który został otwarty w listopadzie 2010 roku (dyrekcja: prof. Rosa Filipchuk de Romeo, prof. Bingxin Pan). Głównym celem instytutu jest promowanie badań nad językiem i kulturą Chin, czemu służą np. kursy języka chińskiego, seminaria, konferencje, warsztaty, wystawy. Zajęcia prowadzą nauczyciele peruwiańscy i chińscy (Guixiang Gao Jun i Wang Chen Yan). Instytut należy do międzynarodowej rodziny Instytutów Konfucjusza, działających również w Polsce, np. w Uniwersytecie Jagiellońskim i Wrocławskim oraz Politechnice Poznańskiej i Opolskiej.
Centro de Orientación Psicológica (C.E.Ps.I )Celem działalności centrum jest psychologiczne i psychologiczno-pedagogiczne wsparcie dla studentów, wykładowców oraz innych pracowników URP oraz pozauczelnianych instytucji publicznych i osób, działających na rynku krajowym i międzynarodowym. C.E.Ps.I uczestniczy w realizacji międzynarodowego projektu „Uniwersytet bez ścian” (Universidad sin Paredes). W ramach tego projektu m.in. wprowadza innowacyjne metody uczenia się i nauczania oraz podejmuje starania o upowszechnienie doradztwa i leczenia w zakresie neurologii i neuropsychologii.

### Przykładowe programy studiów
Ingeniería InformáticaProgram studiów magisterskich na kierunku „inżynieria komputerowa” obejmuje np. kształcenie w zakresie inżynierii oprogramowania Web lub zarządzania w e-biznesie. Zajęcia są prowadzone przez wykładowców, którzy uzyskali stopnie naukowe w specjalistycznych ośrodkach na świecie (np. w Tokyo University of Technology lub w Université Montpellier 2) i mają wieloletnie doświadczenie w pracy dla międzynarodowych firm, np. w Peru, Chile i Meksyku.
Maestría en Ciencia PolíticaDwuletnie studia magisterskie na kierunku „nauki polityczne” obejmują m.in. kursy z zakresu: historii myśli politycznej, praw człowieka, prawa konstytucyjnego, antropologii politycznej, psychologii politycznej, metod i technik badań w naukach społecznych, teorii państwa, analizy dyskursu politycznego, lobbingu, partii politycznych systemów wyborczych, polityki międzynarodowej i makroekonomii.
Maestría en Ecología y Gestión AmbientalStudenci kierunku „ekologia i zarządzanie środowiskowe” są przygotowywani do rozwiązywania zadań związanych z ochroną środowiska Peru, cechującego się wysoką różnorodnością biologiczną, oraz racjonalnego gospodarowania zasobami naturalnymi poprzez stosowanie „czystych technologii” i zintegrowanych systemów gospodarki odpadami. Program dydaktyczny (4 semestry) jest realizowany z udziałem profesorów z URP i profesorów z innych uczelni (w tym zagranicznych). Program obejmuje 22. kursy, w tym np.: statystykę stosowaną w ekologii, prawne aspekty ochrony środowiska, biologiczna różnorodność ekosystemów, ekonomię środowiska i zasobów naturalnych, metodologię badań, ekologię i ochronę środowiska, chemię organiczną, oceny oddziaływania na środowisko, zarządzanie środowiskowe, planowanie przestrzenne, ekologię człowieka, ekologiczne podstawy zrównoważonej produkcji, zarządzanie odpadami przemysłowymi i komunalnymi, rekultywację środowiska.
Maestría en Educación por el ArteProgram edukacji w dziedzinie sztuki obejmuje problemy literatury, muzyki, plastyki, tańca i fotografiki. Wydział nawiązuje do myśli Don Ricarda Palmy, akcentując w programach kursów zagadnienia kultury peruwiańskiej.
Docencia SuperiorKierunek uruchomiono w celu przygotowania nauczycieli, przekazujących wiedzę naukową. Studenci opanowują np. techniki nauczania w dziedzinie nauk podstawowych, technologii i nauk humanistycznych, metody ocen efektów nauczania, zasady planowania badań.

### Zestawienie kierunków studiów
| Licencjaty                                           | Licencjaty |
| ---------------------------------------------------- | --- |
| Wydział architektury                                 | - Architektura i budownictwo |
| Wydział nauk biologicznych                           | - Biologia - Weterynaria |
| Wydział nauk ekonomicznych i biznesu                 | - Administracja i zarządzanie - Stosunki międzynarodowe - Rachunkowość i finanse - Ekonomia - Turystyka, hotelarstwo i gastronomia |
| Wydział prawa i nauk politycznych                    | - Prawo i nauki polityczne |
| Wydział nauk humanistycznych i języków współczesnych | - Tłumaczenia |
| Wydział Inżynierii                                   | - Inżynieria lądowa - Elektronika - Inżynieria procesowa - Informatyka - Mechatronika                                              |
| Wydział medyczny                                     | - Medycyna |
| Wydział Psychologii                                  | - Psychologia |

| Studia doktoranckie | Studia doktoranckie |
| --- | ------------------- |
| - Nauki polityczne i stosunki międzynarodowe - Psychologia - Globalne zarządzanie w biznesie |                     |
| Studia magisterskie |                     |
| - Zarządzanie w biznesie - Architektura na kierunku „zarządzanie w biznesie” - Architektura i zrównoważony rozwój - Nauki polityczne - Nauczanie języka francuskiego - Docencia Superior (top-edukacja) - Zarządzanie zasobami ludzkimi - Ekologia i zarządzanie środowiskowe - Edukacja przez sztukę - Pielęgniarstwo ze specjalizacją w zarządzanie administracyjne - System zarządzania jakością i bezpieczeństwa w przemyśle spożywczym - Muzealnictwo i zarządzanie w działalności kulturalnej - Psychologia w specjalności dot. kształcenia niepełnosprawnych - Psychologia kliniczna - Turystyka i hotelarstwo (problemy zarządzania) - Ochrona zdrowia publiczna (problemy zarządzania szpitalami) - Inżynieria procesowa na kierunku „zarządzanie i planowanie” - Informatyka |                     |
| Drugi stopień specjalizacji |                     |
| - Psychologia - Dydaktyka uniwersytecka - Elektronika morska - Mikrobiologia i parazytologia w medycynie |                     |